# Nižná Voľa
Nižná Voľa és un poble i municipi d'Eslovàquia. Es troba a la regió de Prešov, al nord del país.

## Història
La primera referència escrita de la vila data del 1382.

## Demografia
| Godina             | 1994 | 2004    | 2014   | 2024   |
| ------------------ | ---- | ------- | ------ | ------ |
| Nombre de persones | 270  | 298     | 288    | 269    |
| Diferència         |      | +10,37% | −3,35% | −6,59% |

| Godina             | 2023 | 2024 |
| ------------------ | ---- | ---- |
| Nombre de persones | 269  | 269  |
| Diferència         |      | +0%  |